# Amyris guianensis
Amyris guianensis är en vinruteväxtart som beskrevs av Jean Baptiste Christophe Fusée Aublet. Amyris guianensis ingår i släktet Amyris och familjen vinruteväxter. Inga underarter finns listade i Catalogue of Life.